# Matelea tikalana
Matelea tikalana är en oleanderväxtart som beskrevs av Cyrus Longworth Lundell. Matelea tikalana ingår i släktet Matelea och familjen oleanderväxter. Inga underarter finns listade i Catalogue of Life.